# 你們都不要變
《你們都不要變》是Tizzy Bac的第四張單曲，於2009年10月13日發行。

## 曲目
1. 你們都不要變
  - 作詞／作曲：Tizzy Bac
2. Slow Ride
  - 作詞／作曲：Tizzy Bac
  - 收錄於《崩代記事‧貳》合輯中
3. How About
  - 作詞／作曲：Tizzy Bac
  - 收錄於《赤聲搖滾5》合輯中